# Suchdol nad Lužnicí
Suchdol nad Lužnicí är en stad i Tjeckien.   Den ligger i regionen Södra Böhmen, i den södra delen av landet, 140 km söder om huvudstaden Prag. Suchdol nad Lužnicí ligger 457 meter över havet och antalet invånare är 3 659.
Terrängen runt Suchdol nad Lužnicí är platt. Runt Suchdol nad Lužnicí är det glesbefolkat, med 20 invånare per kvadratkilometer. Närmaste större samhälle är Třeboň, 14,8 km nordväst om Suchdol nad Lužnicí. Omgivningarna runt Suchdol nad Lužnicí är en mosaik av jordbruksmark och naturlig växtlighet.